# Monumento à Fundação do Partido
Monumento à Fundação do Partido dos Trabalhadores da Coreia

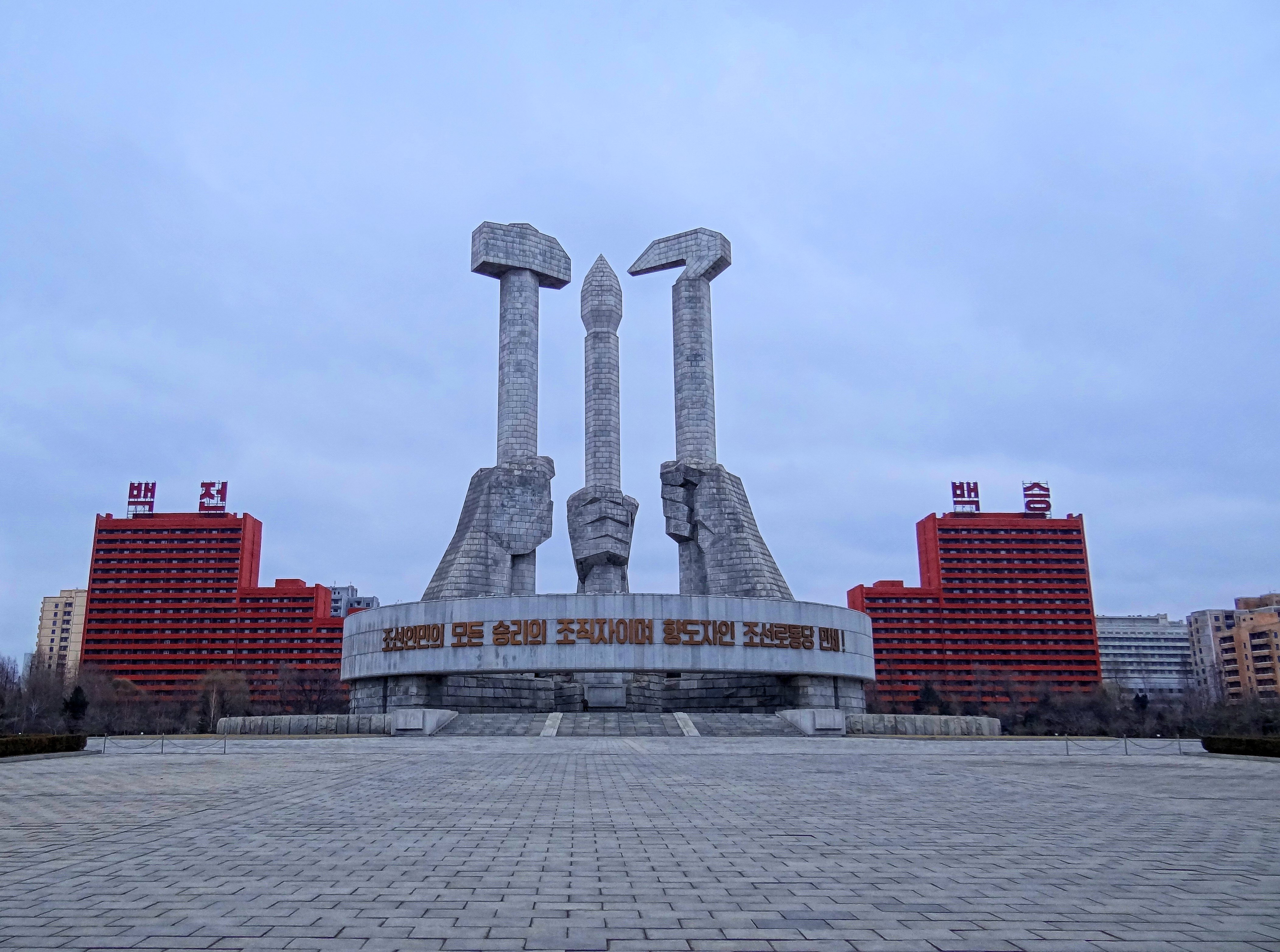
Os dois edifícios em formato de bandeira com letras no topo formando as palavras "sempre vitorioso".

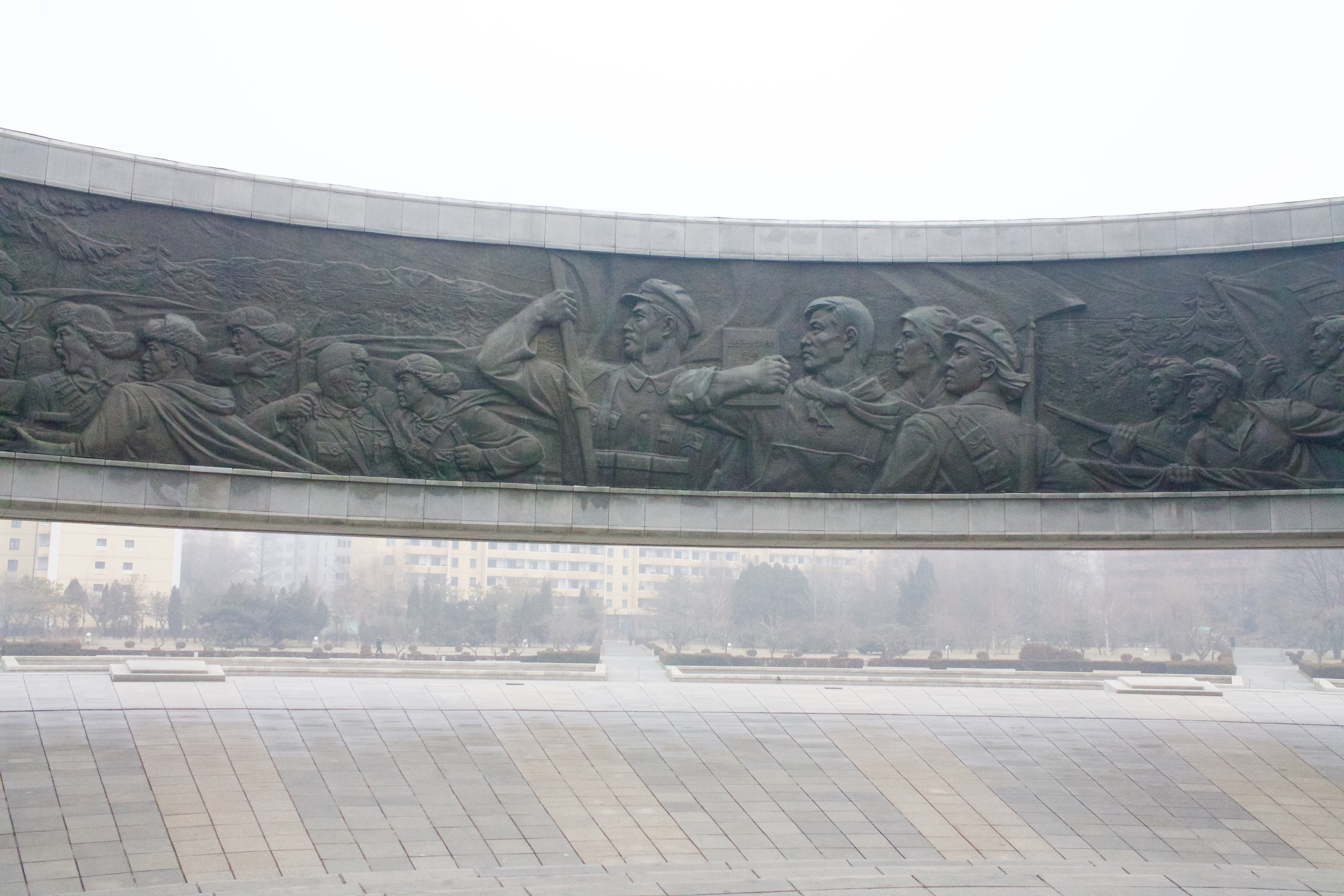
Outra visão da parte interna do anel do Monumento.

O Monumento à Fundação do Partido (Chosŏn'gŭl: 당창건기념탑; hancha: 黨創建紀念塔; rr: Dangchanggeonginyeomtap), também conhecido como Monumento dos Trabalhadores, é um monumento em Pyongyang, na capital da Coreia do Norte. O monumento é composto por um enorme martelo, foice e pincel de tinta de granito - símbolos do Partido dos Trabalhadores da Coreia e é rico em simbolismo: o martelo, foice e o pincel de tinta simbolizam os trabalhadores, agricultores e intelectuais. A estrutura tem 50 metros de altura para simbolizar os 50 anos de aniversário da fundação do Partido dos Trabalhadores da Coreia. O número de lajes que compõem o anel ao redor do monumento e seu diâmetro representam a data de nascimento de Kim Jong-il.
A inscrição no anel exterior diz: "Viva o líder e organizador das vitórias do povo da Coreia, o Partido dos Trabalhadores da Coreia!". No interior da base há três relevos de bronze com seus significados distintos: a raiz histórica da festa, a unidade das pessoas sob o partido e a visão do partido para um futuro progressista. Dois edifícios em forma de bandeira vermelha com letras formando as palavras "sempre vitorioso" cercam o monumento.

## História
O monumento, projetado pelo Estúdio de Arte Mansudae, foi concluído em 10 de outubro de 1995, no 50º aniversário da fundação do Partido dos Trabalhadores da Coreia. Um monumento anterior dedicado à fundação foi erguido em 10 de outubro de 1975 em razão do Museu da Fundação do Partido.
O Monumento à Fundação do Partido já apareceu em selos postais em 1995 e 2005 e na nota de 50 won.

## Descrição
O monumento está situado na Rua Munsu, no distrito de Taedonggang, em Pyongyang. O monumento fica às margens do Rio Taedong. Do outro lado do rio fica o Grande Monumento da Colina Mansu, e o Museu da Revolução Coreana, o Monumento à Fundação do Partido está simetricamente alinhado com ambos. Este eixo no centro de Pyongyang simboliza a dinastia de Kim Il-sung e Kim Jong-il.
O local do monumento abrange no total 25.000 metros quadrados. Isso inclui uma praça em frente ao monumento, onde danças e festividades são realizadas. O gramado do parque em torno do monumento é de 15.000 metros quadrados de extensão. Existem 12 bacias de fonte. Os terrenos possuem mais de 53.000 árvores.
Há edifícios residenciais vermelhos, simétricos, em formato de bandeira, em ambos os lados do monumento. As letras no topo dos edifícios dizem: "sempre vitorioso". O elemento mais alto do monumento apresenta três punhos cerrados que seguram um martelo, uma foice e um pincel de tinta. O triunvirato é baseado no emblema do Partido dos Trabalhadores da Coreia. O estilo arquitetônico se assemelha às estruturas de concreto da cidade, como a Pista de Gelo de Pyongyang ou o Hotel Ryugyong.

### Anel
Os três punhos são cercados por um anel, simbolizando a "unidade unicista do líder, do partido e do povo". A inscrição diz: "Viva o líder e organizador das vitórias do povo da Coreia, o Partido dos Trabalhadores da Coreia!" (Chosŏn'gŭl:조선인민의 모든 승리의 조직자이며 향도자인 조선로동당 만세!; MR:Chosŏninminŭi modŭn sŭngniŭi chojikchaimyŏ hyangdojain chosŏllodongdang manse!). O diâmetro do anel é de 50 metros no exterior e 42 metros no interior. O anel é feito de 216 blocos. Os 216 blocos e o diâmetro interno de 42 metros simbolizam a data de 16 de fevereiro de 1942, a suposta data de nascimento de Kim Jong-il. Na realidade, ele nasceu em 16 de fevereiro de 1941 na União Soviética.
A fundação circular (anel) sob o monumento tem 70 metros de diâmetro, simbolizando a história de 70 anos do partido dos dias da União Abaixo-O-Imperialismo. No interior do anel há três relevos cobrindo a história do partido.

### Trabalhos citados
- Corfield, Justin (2013). Historical Dictionary of Pyongyang [Dicionário Histórico de Pyongyang] (em inglês). Londres: Anthem Press. ISBN 978-0-85728-234-7
- Willoughby, Robert (2014). North Korea : The Bradt Travel Guide [Coreia do Norte: The Bradt Travel Guide] (em inglês) Third ed. Inglaterra: Bradt Travel Guides. ISBN 978-1-84162-476-1